# Rocío Jurado
Maria del Rocio Mohedano Jurado (* 18. September 1943 in Chipiona, Provinz Cádiz; † 1. Juni 2006 in Madrid) war eine spanische Sängerin und Schauspielerin.

## Karriere
Rocío Jurado begann ihre Karriere in einer Show des Sängers Principe Gitano mit dem Lied Tengo Miedo. 1962 hatte sie mit dem Film Los guerrilleros an der Seite von Manolo Escobar ihren Durchbruch. Später spielte sie 1966 in dem Film Proceso a una estrella und 1971 in Una chica casi decente mit. Zwischenzeitlich lebte sie in Argentinien und trat in dem Musical La zapatera prodigiosa auf, das auf den Arbeiten von Federico García Lorca basierte. Durch die Zusammenarbeit mit dem Komponisten Manuel Alejandro wurde Jurado eine beliebte Figur der lateinamerikanischen Musik und vor allem durch die Musiktitel Muera el amor und Señora bekannt.
1990 sang sie mit Lola Flores in der Musikshow Juntos por primera vez. Im Jahr 1992 sang sie mit Juana Reina, María Vidal und Imperio Argentina im Musical Azabache, das für die Expo92 arrangiert wurde. Sie wird in Spanien La mas grande (die Größte) genannt. Im Jahr 2004 machte sie in einer Pressekonferenz ihre Krebserkrankung bekannt. 2005 nahm sie ihre letzte CD Rocio... siempre mit Titeln mit David Bisbal, Raphael und Chayanne auf. 2006 wurde ihr letztes Interview im spanischen Fernsehen ausgestrahlt. Nach einem kurzen USA-Aufenthalt kehrte sie nach Spanien zurück. Beim Betreten spanischen Bodens wurde ihr mit sofortiger Wirkung die „medalla al merito del trabajo“ (spanische Ehrenmedaille für das Lebenswerk) verliehen. Sie verstarb am 1. Juni 2006 in Madrid. Ihr Tod führte zu großer Anteilnahme in Spanien. Künstler wie Pedro Almodóvar, Carmen Sevilla, Joaquín Cortés, José Mercé, Paquita Rico, Marujita Diaz und Julio Iglesias erwiesen ihr bei ihrem Begräbnis die letzte Ehre. Sie war neben Lola Flores die bedeutendste Sängerin der Copla andaluza.

## Leben
Jurado war mit dem Boxer Pedro Carrasco verheiratet. Sie hatten eine gemeinsame Tochter. Nach der Scheidung von Carrasco heiratete sie den Torero José Ortega Cano und adoptierte zwei Kinder.

## Diskografie (Auswahl)

### Alben
| Jahr | Titel                                                   | Höchstplatzierung, Gesamtwochen, AuszeichnungChartsChartplatzierungen (Jahr, Titel, Platzierungen, Wochen, Auszeichnungen, Anmerkungen) | Anmerkungen                          |
| Jahr | Titel                                                   | ES | Anmerkungen                          |
| ---- | ------------------------------------------------------- | --- | ------------------------------------ |
| 1976 | Rocío Jurado                                            | ES88 (1 Wo.)ES | Charteinstieg erst 2022              |
| 1979 | Señora                                                  | ES28 Platin · (18 Wo.)ES |                                      |
| 2004 | Volcan de amor y fuego                                  | ES21 (11 Wo.)ES | Charteinstieg in ES erst 2006        |
| 2006 | Rocío … siempre                                         | ES3 Platin · (52 Wo.)ES |                                      |
| 2006 | Esencial                                                | ES7 (12 Wo.)ES |                                      |
| 2006 | Señora (la antología completa de sus grandes canciones) | ES10 Gold · (8 Wo.)ES |                                      |
| 2006 | Oro                                                     | ES62 (7 Wo.)ES |                                      |
| 2007 | 30 canciones de amor                                    | ES31 (6 Wo.)ES |                                      |
| 2007 | La copla                                                | ES8 (9 Wo.)ES |                                      |
| 2008 | Flamenco                                                | ES4 Gold · (32 Wo.)ES |                                      |
| 2009 | Única                                                   | ES33 (6 Wo.)ES |                                      |
| 2009 | El amor más grande (Las grandes baladas)                | ES47 (13 Wo.)ES |                                      |
| 2016 | El legado de Rocío Jurado                               | ES99 (1 Wo.)ES | Erstveröffentlichung: 3. Juni 2016   |
| 2021 | Orígenes                                                | ES60 (1 Wo.)ES | Erstveröffentlichung: 30. April 2021 |

grau schraffiert: keine Chartdaten aus diesem Jahr verfügbar
Weitere Alben
- 1969: Rocío Jurado
- 1970: Proceso a una estrella
- 1971: Rocío Jurado
- 1974: Rocío Jurado
- 1974: Amor Marinero
- 1975: Soy de España
- 1975: Rocío
- 1976: Rocío Jurado (A que no te vas) (RCA)
- 1978: De ahora en adelante (ES: Gold)
- 1979: Canta a México
- 1979: Por derecho
- 1981: Ven y sígueme
- 1981: Canciones de España (ES: Gold)
- 1981: Como una ola (ES: Gold)
- 1983: Y sin embargo te quiero
- 1983: Desde dentro
- 1985: El amor brujo
- 1985: Paloma brava (ES: Gold)
- 1987: Hasta La Última Gota (ES: Gold)
- 1987: ¿Dónde estás amor? (ES: Gold)
- 1988: Canciones de España (Ineditas) – A mi querido Rafael de León
- 1989: Punto de partida (ES: Gold)
- 1990: Rocio de luna blanca (ES: Gold)
- 1990: Nueva navidad
- 1991: Sevilla
- 1993: Como las alas al viento (ES: Platin)
- 1993: La Lola se va a los puertos
- 1994: Palabra de honor (ES: Gold)
- 1998: Con mis cinco sentidos (ES: Gold)
- 2001: La más grande (ES: ×2Doppelplatin )
- 2003: Yerbabuena y nopal
- 2013: Romances

### Singles
| Jahr | Titel Album                          | Höchstplatzierung, Gesamtwochen, AuszeichnungChartplatzierungen (Jahr, Titel, Album, Platzierungen, Wochen, Auszeichnungen, Anmerkungen) | Höchstplatzierung, Gesamtwochen, AuszeichnungChartplatzierungen (Jahr, Titel, Album, Platzierungen, Wochen, Auszeichnungen, Anmerkungen) | Anmerkungen                      |
| Jahr | Titel Album                          | ES | Latin | Anmerkungen                      |
| ---- | ------------------------------------ | --- | --- | -------------------------------- |
| 1979 | Ese hombre Señora                    | ES50 (1 Wo.)ES | — | Charteinstieg in ES erst 2009    |
| 1986 | Vibro Paloma Brava                   | — | Latin8 (6 Wo.)Latin |                                  |
| 1986 | Paloma Brava                         | — | Latin45 (1 Wo.)Latin |                                  |
| 1987 | Donde estas amor                     | — | Latin43 (1 Wo.)Latin |                                  |
| 1987 | Quien Te Crees Tu Donde estas amor   | — | Latin14 (12 Wo.)Latin |                                  |
| 1987 | Esta Noche Gano Yo Donde estas amor  | — | Latin28 (9 Wo.)Latin |                                  |
| 1988 | Amor De Noche Donde estas amor       | — | Latin10 (21 Wo.)Latin |                                  |
| 1993 | Amor Callado Como Las Alas Al Viento | — | Latin20 (10 Wo.)Latin | mit Ana Gabriel                  |
| 1993 | Amigo Amor Como Las Alas Al Viento   | — | Latin24 (5 Wo.)Latin | mit José Luis Rodríguez González |

grau schraffiert: keine Chartdaten aus diesem Jahr verfügbar
Weitere Singles
- 1981: Como una ola (ES: Gold)

## Auszeichnungen für Musikverkäufe
Anmerkung: Auszeichnungen in Ländern aus den Charttabellen bzw. Chartboxen sind in ebendiesen zu finden.
| Land/RegionAuszeichnungen für Musikverkäufe (Land/Region, Auszeichnungen, Verkäufe, Quellen) | Gold       | Platin     | Verkäufe  | Quellen                                 |
| -------------------------------------------------------------------------------------------- | ---------- | ---------- | --------- | --------------------------------------- |
| Spanien (Promusicae)                                                                         | 13× Gold13 | 5× Platin5 | 1.090.000 | elportaldemusica.es ES2 ES3 ES4 ES5 ES6 |
| Insgesamt                                                                                    | 13× Gold13 | 5× Platin5 |           |                                         |

## Filmografie
- 1962: Los guerrilleros
- 1966: En Andalucía nació el amor
- 1966: Proceso a una estrella
- 1976: La querida
- 1986: El amor brujo
- 1991: Una chica casi decente
- 1991: Lola la piconera (TV-Film)
- 1992: Sevillanas
- 1993: La Lola se va a los puertos